# Sierra Madre orientale
Pour les articles homonymes, voir Sierra Madre.
La sierra Madre orientale est une chaîne de montagnes mexicaine.
Elle commence à la frontière entre le Texas et le Mexique, au sud du rio Grande, et continue sur 1 350 km pour se terminer dans l'État d'Hidalgo et dans le Nord de l'État de Puebla. Non loin de là, dans l'État de Veracruz, se trouve le  Cofre de Perote, un des sommets principaux de la cordillère Néovolcanique.
Comme pour la sierra Madre occidentale, elle se rapproche progressivement des côtes en se dirigeant vers son extrémité sud. Elle se situe alors à environ 75 km du golfe du Mexique. La sierra Madre orientale s'élève à environ 2 200 m d'altitude avec des sommets dépassant 3 000 m.